# Landmarks Preservation Council of Illinois

Le Landmarks Preservation Council of Illinois (LPCI) (en français : « conseil pour la sauvegarde des lieux remarquables de l'Illinois »)  est une organisation à but non lucratif fondée en 1971 pour prévenir la démolition du Chicago Stock Exchange Building réalisé en 1894, d'après les plans des architectes Dankmar Adler et Louis Sullivan. Bien qu'ayant échoué dans la première mission qu'il s'était fixé, le LPCI persévéra dans ses efforts de sauvegarde du patrimoine. Il s'était donné pour mission d'empêcher la démolition de tous les bâtiments significatifs du centre ville de Chicago, il l'étendit à tous les lieux historiques, sites archéologiques et bâtiments remarquables d'Illinois. De nos jours, le LPCI détient des servitudes de conservation pour plus de 300 propriétés. Parmi les sites historiques dont elle a permis la conservation, on peut citer le Marquette Building et le Reliance Building.